# Jurij Skvortsov

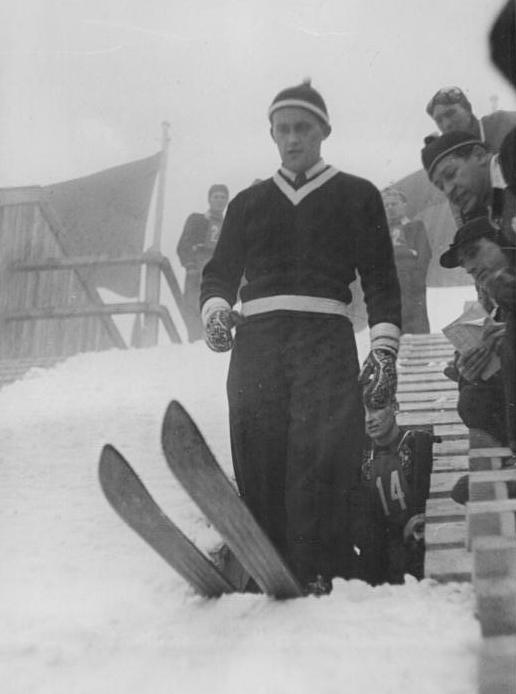
Skvortsov tävlar i nordisk kombination i Schierke 1950.

Jurij Aleksandrovitsj Skvortsov (ryska: Юрий Александрович Скворцов), född 20 februari 1929 i Moskva, död 1998, var en sovjetisk backhoppare. Han tävlade för Sovjetunionen på 1950-talet.

## Karriär
Jurij Skvortsov startade i tysk-österrikiska backhopparveckan säsongen 1955/1956. Han tävlade i den österrikiska delen av backhopparveckan. Han blev nummer 11 i Bergiselbakken i Innsbruck 6 januari 1956. En annan sovjethoppare, Koba Zakadse från Georgien, vann tävlingen. Två dagar senare, i Zinkenschanze i Hallein (i Salzburg) som användes i stället för Paul-Ausserleitner-backen i Bischofshofen, vann Skvortsov avslutningsdeltävlingen i backhopparveckan. Sammanlagt i backhopparveckan säsongen 1955/1956 blev Skvortsov nummer 19. Landsmannen Nikolaj Kamenskij vann backhopparveckan totalt före 1953 års vinnare Sepp Bradl från Österrike.
Under backhopparveckan 1956/1957 blev Jurij Skvortsov nummer 12 i Innsbruck 30 december 1956. Det var tre sovjethoppare bland de fyra bästa i tävlingen. Nikolaj Sjamov vann tävlingen före Nikolaj Kamenskij. Kamenskij vann tävlingen i Olympiabacken i Garmisch-Partenkirchen nyårsdagen 1957. Jurij Skvortsov blev nummer 16. Sammanlagt i backhopparveckan 1956/1957 blev han nummer 45. Finländaren Pentti Uotinen vann turneringen före landsmannen Eino Kirjonen.